# Vostochni (Beloréchensk, Krasnodar)
Vostochni (del ruso: Восточный) es un posiólok del raión de Beloréchensk del krai de Krasnodar, en Rusia. Se sitúa a orillas del río Kelermes, tributario por la derecha del río Bélaya, afluente del río Kubán, 8 km al sureste de Beloréchensk y 82 km al sureste de Krasnodar, la capital del krai. Tenía 404 habitantes (2008).
Pertenece al municipio Rodnikóvskoye.